# Revue historique
 Revue historique  è una rivista accademica in lingua francese, fondata nel 1876 dal protestante Gabriel Monod e dal cattolico Gustave Fagniez, come risposta alla Revue des questions historiques creata dieci anni prima dagli ultramontanisti e dai legittimisti.
A partire dal 1937 fu pubblicata cadenza trimestrale.

## Storia
I fondatori della Revue historique affermarono che il diario non era destinato a promuovere nessuna particolare religione, partito o dottrina. La maggior parte dei suoi collaboratori proveniva dalle Chiese protestanti o dai circoli di liberi pensatori. Tuttavia, nel 1881 il fondatore Fagniez si dimise in conseguenza degli attacchi della Revue alla Chiesa cattolica. 

Charles Bémont fu redattore di Revue dal 1876 e condirettore fino al 1939.
Durante l'ultimo quarto del diciannovesimo secolo,  alla Revue  collaboravano Charles Bayet, Arthur Giry, Camille Jullian, Gustave Bloch, Ernest Lavisse, Paul Guiraud e Ernest Havet.
La rivista diede origine al metodo storico noto come l'École méthodique ("Scuola metodica"), in particolare grazie al contributo di Charles-Victor Langlois e Charles Seignobos.
Sébastien Charléty e Pierre Renouvin furono direttori fino allo scoppio della Seconda guerra mondiale. Nel dopoguerra, Renouvin fu l'unico direttore a ricoprire tale carica per un lungo periodo. Nel 1967 è stato condirettore con Georges Duby e anche Maurice Crouzet, che era stato caporedattore dal 1929.

René Rémond fu il direttore onorario fino alla sua morte nel 2007, al quale gli succedette Jean Favier sempre come direttore onorario fino alla sua morte nel 2014.